# Nicaraguafrötangara
Nicaraguafrötangara (Sporophila nuttingi) är en fågel i familjen tangaror inom ordningen tättingar.

## Utbredning och systematik
Fågeln förekommer i karibiska låglandet i Nicaragua, Costa Rica och västra Panama. Den placerades tidigare i släktet Oryzoborus men DNA-studier visar att det släktet är inbäddat i Sporophila.

### Familjetillhörighet
Liksom andra finkliknande tangaror placerades denna art tidigare i familjen Emberizidae. Genetiska studier visar dock att den är en del av tangarorna.

## Status och hot
Arten har ett stort utbredningsområde, men tros minska i antal, dock inte tillräckligt kraftigt för att den ska betraktas som hotad. Internationella naturvårdsunionen IUCN listar arten som livskraftig (LC). Beståndet uppskattas till i storleksordningen 50 000 till en halv miljon vuxna individer.

## Namn
Fågelns vetenskapliga artnamn hedrar Charles Cleveland Nutting (1858-1927), amerikansk marinbiolog, ornitolog och samlare.